# Jana Tichá (herečka)
Jana Tichá (* 4. července 1969) je česká divadelní herečka.

## Kariéra
Od dětství navštěvovala dramatické kroužky a zúčastňovala se recitačních soutěží školního rozhlasu. Svojí první divadelní roli hrála v Doubravickém divadle pod vedením principála Pavla Hoška. Vystudovala obor filmové a divadelní vědy na Filozofické fakultě Univerzity Palackého v Olomouci. V současné době vystupuje v Pardubických divadlech Exil a Najt. V roce 2019 založila divadlo pro děti - Týbrďo divadlo.

## Divadlo
Divadlo Exil Pardubice
- 2001 – Kdo chytá v žitě (maminka, holka z baru)
- 2002 – Věčně tvůj (Eva), Elektra (chór, tanec)
- 2002 – Dracula (Lucy)
- 2003 – Jak je důležité míti Filipa (Gwendolína)
- 2003 – Loučení se svobodou
- 2005 – Revizor (hejtmanova dcera)
- 2005 – Hříšná Manon (hříšná Manon)
- 2006 – Shopping and Fucking (Lulu)
- 2007 – Na dotek (v Exilu inscenováno pod názvem Cizinci) (Anna)
- 2007 – Taková normální rodinka (dcera Pavla)
- 2008 – Noci letmé lásky (Carmen)
- 2008 – Vernisáž (Věra)
- 2009 – Dámská šatna (Truda)
- 2009 – Limonádový Joe (režie)
- 2010 – Krajní meze (Marjorie)
- 2012 – Putování s urnou (Jo)
- 2014 – Mravnost – marnost (paní Karasová)
- 2015 – Perfect days (Barbara)
- 2017 – Domov můj (Anděl, prodavačka benzínce, manažerka v hotelu)
- 2018 – Kauza Médeia (Médeia, režie představení)
- 2022 - Kráska z Leenane (Mag)
- 2025 - Příběhy obyčejného šílenství (Jana)

Divadlo Najt Pardubice
- 2013 – Od A k B a zase zpět (postava B)

Týbrďo divadlo! – pro děti

## Film
- 2014 – Nikdy nebo teď
- 2017 – Rozsudek (seriál)
- 2021 -  ATA - film
- 2024 - Neslyším ničeho - film